# Nerville-la-Forêt
Nerville-la-Forêt egy község Franciaországban. Lakosainak száma 779 fő (2022. január 1.).

## Földrajza
Nerville-la-Forêt Presles, L’Isle-Adam, Maffliers, Montsoult és Villiers-Adam községekkel határos.